# Таблетированные сахароснижающие средства
Таблети́рованные сахароснижа́ющие сре́дства — по химическому составу и механизму действия делятся на несколько групп: производные сульфонилмочевины, бигуаниды, тиазолидиндионы, ингибиторы ДПП-4 (глиптины), ингибиторы натриево-глюкозных котранспортеров, меглитиниды, ингибиторы альфа-гликозидазы.

## Производные сульфонилмочевины
Таблетированные сахароснижающие сульфаниламидные препараты являются производными сульфонилмочевины, отличаются друг от друга видом дополнительных радикалов, внедрённых в основную структуру.
Механизм сахароснижающего действия производных сульфонилмочевины заключается в том, что они способны связываться с АТФ-зависимыми калиевыми каналами на клеточных мембранах бета-клеток поджелудочной железы. Данное взаимодействие приводит к закрытию каналов (то же физиологически происходит при увеличении количества АТФ в бета-клетке при росте концентрации глюкозы в крови). Как следствие спонтанный выход ионов калия из бета-клеток приостанавливается, положительный заряд внутри бета-клеток нарастает, клеточная мембрана деполяризуется, и это запускает каскад сигналов, приводящий к увеличению выделения и образования нового инсулина. В связи с тем, что данное действие не опосредуется концентрацией глюкозы в крови, производные сульфонилмочевины способны снижать её уровень как при гипер- так и при нормогликемии. Как следствие, при приеме производных сульфонилмочевины всегда есть некоторый риск гипогликемии (слишком низкого уровня глюкозы в крови, что может проявляется внезапным чувством голода, дрожью, сердцебиением, нарушением остроты зрения и при более выраженном снижении концентрации глюкозы — дезориентацией и потерей сознания). Производные сульфонилмочевины не только несут с собой некоторый риск гипогликемии, но и ассоциируются с увеличением этого риска при совместном приеме с препаратами, которые при самостоятельном приёме обычно не связаны со значимым риском гипогликемии (метформином, ингибиторами ДПП-4, агонистами рецепторов ГПП-1). Поэтому при добавлении этих препаратов к производному сульфонилмочевины дозу последнего зачастую немного уменьшают.

## Бигуаниды
Таблетированные сахароснижающие бигуаниды являются производными гуанидина:
- диметилбигуаниды (Глюкофаж, Сиофор, метформин, глиформин, диформин);
- бутилбигуаниды (адебит, силубин, буформин).

Длительность действия препаратов этой группы составляет 6—8 часов, а пролонгированной формы модифицированного высвобождения (например, Глюкофаж Лонг и в составе комбинированного препарата Комбоглиз Пролонг) достигает одних суток.
Метформин при сахарном диабете 2 типа является препаратом лечения первой линии в связи с тем, что данное лекарственное средство продемонстрировало существенное снижение риска осложнений атеросклероза (в том числе инфаркта миокарда) при недавно выявленном сахарном диабете 2 типа у людей с избыточной массой тела уже в первые годы после начала приема. Этот эффект (или по крайней мере его сила) возможно связана не только со способностью лекарственного вещества снижать глюкозу крови, но и с какими-то до сих пор в полной мере не установленными действиями.
Метформин противопоказан при выраженной почечной недостаточности и декомпенсации сердечной недостаточности в связи с риском аккумуляции препарата в организме и риском развитием грозного осложнения лактатацидоза.
Метфомин относительно часто вызывает побочные эффекты со стороны желудочно-кишечного тракта (в частности диарею, реже тошноту), особенно в начале лечения. Некоторые ретроспективные исследования показали, что использования формы замедленного высвобождения ассоциируется с большей приверженностью к лечению и возможно несколько лучшей переносимости, но методологическое несовершенство исследований не позволяет пока сделать достоверных выводов.

## Ингибиторы фермента ДПП-4
ДПП-4 (дипептидилпептидаза 4-го типа) — это фермент, который в организме человека превращает два активных гормона кишечника (ГПП-1 и ГИП) в неактивные метаболиты. И тем самым ограничивает время их действия и способствует снижению их концентрации в крови. ГПП-1 (глюкогоноподобный пептид 1-го типа) и ГИП (глюкозозависимый инсулинотропный полипептид) вырабатываются в стенке тонкого кишечника, особенно в ответ на попадание туда съеденной пищи. Оба эти гормона стимулируют выработку инсулина в ответ на повышение концентрации глюкозы в крови. Кроме того, ГПП-1 также при повышении содержания глюкозы в крови подавляет выработку глюкагона. Лекарственные средства (глиптины), подавляющие действие фермента ДПП-4, приводят к увеличению концентрации гормонов кишечника ГПП-1 и ГИП, что в свою очередь приводит к усилению выработки инсулина и подавлению выработки глюкагона. В отличие от производных сульфонилмочевины действие ингибиторов ДПП-4 тесно связано с концентрацией глюкозы в крови: чем выше концентрация, тем их эффект, направленный на снижение глюкозы крови, более выражен. С этой особенностью связывают низкий риск гипогликемии при приёме этих средств. Данные средства в отличие от производных сульфонилмочевины и инсулинов не способствуют дальнейшему повышению веса при сахарном диабете 2 типа.